# Inocêncio de Maria Imaculada
Inocêncio de Maria Imaculada, C.P. (Santa Cilla do Valadouro, 10 de março de 1887 – Turón, 9 de outubro de 1934), nascido Manuel Canoura Arnau, foi um padre católico passionista espanhol que foi morto durante a Revolta das Astúrias. Ele e seus companheiros são conhecidos coletivamente como os Mártires de Turón. Ele foi canonizado pelo papa São João Paulo II em 1999.

## Vida
Nascido no dia 10 de março de 1887 em Santa Cilla do Valadouro (Foz), perto da costa cantábrica na província de Lugo (Galiza) e ingressou no seminário Passionista aos 14 anos em Peñafiel, perto de Valladolid. Ingressou na Congregação Passionista em Deusto (Biscaia) e então continuou sua filosofia e teologia. Em Mieres, não muito longe de Turón, recebeu o subdiaconato em 1910, o diaconato em 1912 e foi ordenado sacerdote em 1920. Como sacerdote, pregou missões e também ensinou em várias escolas. Enquanto estava em Mieres, foi convidado pelos Irmãos das Escolas Cristãs (De La Salle) para ouvir as confissões das crianças em sua escola enquanto se preparavam para a primeira comunhão. Isto aconteceu na época da revolta das Astúrias, quando os comunistas e os anticlericais se levantaram contra a Segunda República Espanhola.

## Martírio
Na sexta-feira, 5 de outubro de 1934, um grupo de grevistas invadiu a escola lassalista de Turón, onde o Padre Inocêncio exercia seu ministério sacerdotal. Ele foi preso junto com os oito irmãos na chamada "Casa do Povo" para aguardar o julgamento da comissão republicana. Eles foram condenados à morte e, na madrugada de 9 de outubro de 1934, executados por um pelotão de fuzilamento. Seus corpos foram enterrados em uma vala comum.
Inocêncio é considerado pela Igreja Católica como um dos Mártires da Guerra Civil Espanhola. Embora sua morte tenha ocorrido cerca de dois anos antes do início da guerra, sua morte fez parte da mesma violência e do sentimento anticlerical daquele período na história da Espanha.

## Canonização
Inocêncio e os seus oito companheiros mártires foram declarados veneráveis em 1989, beatificados a 19 de abril de 1990 e canonizados a 21 de novembro de 1999 pelo papa São João Paulo II.